# József Kasza
Dans le nom hongrois Kasza József, le nom de famille précède le prénom, mais cet article utilise l’ordre habituel en français József Kasza, où le prénom précède le nom.
József Kasza (en serbe cyrillique : Јожеф Каса ; en serbe latin : Jožef Kasa ; dans l'ordre usuel hongrois : Kasza József ; né le 6 février 1945 à Subotica et mort le 3 février 2016 à Subotica,) est un économiste et un homme politique serbe d'origine hongroise. Il a été vice-président du gouvernement de Zoran Đinđić ; il a également été président de l'Alliance des Magyars de Voïvodine. Kasza a été président honoraire de ce parti.